# Geloux (rivière)
Pour les articles homonymes, voir Geloux (homonymie).
Le Geloux est un ruisseau qui traverse le département des Landes et un affluent droit de la Midouze dans le bassin versant de l'Adour.

## Géographie
D'une longueur de 30,1 kilomètres, il prend sa source sur la commune de Garein  (Landes), à l'altitude 96 mètres.
Il coule du nord vers le sud et se jette dans la Midouze à Campet-et-Lamolère (Landes), à l'altitude 30 mètres.

## Communes et cantons traversés
Dans le département des Landes, le ruisseau de Geloux traverse cinq communes et deux cantons : dans le sens amont vers aval : Garein(source) , Geloux, Saint-Martin-d'Oney et Campet-et-Lamolère (confluence).
Soit en termes de cantons, le ruisseau de Geloux prend source dans le canton de Labrit et conflue dans le canton de Mont-de-Marsan-Nord.

## Affluents
Le ruisseau de Geloux a sept affluents référencés :
- le ruisseau de Marc (rd), 4,5 km sur Garein ;
- le ruisseau de Richelieu (rd), 3,4 km sur Garein ;
- le ruisseau le Counten (rd), 2,4 km sur Geloux et Ygos-Saint-Saturnin ;
- le ruisseau de Larriaque (rd), 6,3 km sur Geloux et Ygos-Saint-Saturnin ;
- le ruisseau de la Toupierie (rd), 5,7 km sur Geloux et Ygos-Saint-Saturnin ;
- le ruisseau la Hougarde (rg), 4,7 km sur Geloux ;
- le ruisseau le Lonca (rd), 2,9 km sur Geloux.